# Archives secrètes de La Charité-sur-Loire
Les archives secrètes de La Charité-sur-Loire sont les archives secrètes du Grand quartier général français (GQG) découvertes par hasard le 19 juin 1940, en pleine déroute française, par les troupes allemandes, dans un train abandonné à La Charité-sur-Loire.

## Historique
Après la percée du front de l'Aisne le 9 juin 1940 et l'occupation de Rouen, le GQG effectue un mouvement de repli de La Ferté-sous-Jouarre à La Charité-sur-Loire.
Devant l'avancée allemande, le Quai d'Orsay et le GQG font transporter loin de Paris leurs archives et documents diplomatiques secrets, qui arrivent pour une partie dans cinq camions à Montrichard le 10 juin, une autre partie arrivant par train à Briare le 15 juin. Ce dernier envoi est séparé en cinq échelons : le premier échelon transportant des archives par camions et quatre autres par train, ayant pour départ Gien, qui devaient passer par Briare et La Charité-sur-Loire pour être ensuite dirigés vers Vichy.
Le dernier train, qui devait partir le 16 juin à 0 h 10, ne part qu'à 7 h 45 en raison de difficultés techniques. L'encombrement des voies rendant la marche extrêmement lente, il n'arrive à La Charité-sur-Loire qu'à 15 h, où il se trouve bloqué par les attaques de l'aviation allemande contre les ponts ferrés de la région. À 18 h 45, les blindés allemands arrivent à la gare et se saisissent du train.
Ils alertent alors le général-major Ulrich Liß (de),, chef de la 3e section du GIc, l'un des services secrets de la Wehrmacht, qui fouille minutieusement le convoi et s'empare d'un butin stupéfiant : des documents confidentiels et secrets qui auraient dû être détruits, et dont le contenu est ensuite envoyé par l'occupant à Berlin.
À la fin de la Seconde Guerre mondiale, ces archives sont récupérées par l'URSS et entreposées à Moscou. Ce n'est qu'au début des années 1990, après la chute de l'URSS, qu'elles refont surface. Elles sont alors rendues à la France et rapatriées à Vincennes.

## Contenu des archives
Le volume 4 tome II des Documents diplomatiques français de 1940, publié par le ministère des Affaires étrangères, indique que la liste des documents saisis a été dactylographiée le 5 novembre 1940 sous le no 476/CFT. Parmi ces documents on peut citer :
- le texte d'accord de la coopération de l'armée française avec l'armée belge daté du 9 novembre 1939 ;
- le détail de la couverture des troupes de l'Escaut daté du 15 novembre 1939 ;
- le programme d'action et les identités des agents spéciaux français en Roumanie, dirigés par Léon Wenger de la Petrofina, chargés de détruire les installations pétrolières ravitaillant le Reich ;
- les codes utilisés par les Alliés ;
- une note confidentielle sur la conduite de la guerre, en particulier sur l'attitude à observer envers les pays neutres aidant l'Allemagne nazie comme la Suède en l'occurrence ;
- une convention militaire française, secrète, avec la Suisse :
  - dans cette convention datée du 14 avril 1940, le général Georges, commandant du front nord, demande au général Gamelin de constituer un groupe de neuf divisions qui coopéreront avec la Suisse ;
  - en date du 20 mai 1940, le général Prételat fait allusion au détachement formé par les 13e, 27e division d'infanterie et la 2e brigade de spahis du 7e corps de la 8e armée, chargé de prendre contact avec l'aile gauche de l'armée suisse, vers Bâle dans la trouée de Gempen.
- une note de l'attaché militaire de l'Ambassade de France de Moscou en 1940 sur la destruction des archives dans l'hypothèse d'une rupture des relations diplomatiques avec l'URSS.

### Accord franco-suisse
En dépit de la neutralité officielle de la Suisse, les responsables de l'armée suisse comprirent rapidement l’intérêt de conclure un accord avec la France. D'une part, l'Allemagne nazie était clairement identifiée comme une menace. D'autre part, conscients de la puissance de la Wehrmacht et de certaines lacunes de l'armée suisse, les responsables militaires souhaitaient obtenir un soutien de la part de la France. Ces contacts ont été menés sans l'aval du Conseil fédéral, le général suisse Henri Guisan se méfiant des autorités et craignant que les accords ne soient divulgués. Pour leur part, les militaires français avaient de bonnes raisons d'appuyer cette initiative. En prévoyant l'intervention de leurs troupes sur le sol suisse, les généraux français voulaient se prémunir contre une attaque de la Wehrmacht, qui aurait utilisé le territoire suisse pour contourner la ligne Maginot par le sud. Cette option permettait aussi à la France de mener le combat à l'extérieur de son propre territoire.
Les premiers contacts entre les deux armées furent établis en 1936. Ces accords secrets prévoyaient, en cas d'invasion allemande, le renforcement des positions de l'armée suisse, grâce à l'arrivée des 6e et 8e armées françaises. Les accords franco-suisses se traduisirent par l'envoi de plusieurs militaires français en Suisse qui seraient chargés de planifier une éventuelle intervention des troupes françaises sur le sol de leur voisin. Pour sa part, l'armée suisse avait formé des officiers de liaison pour conduire les troupes françaises vers leurs secteurs d'engagement. Un détachement fut aussi créé pour couvrir la possible arrivée des soldats français. Enfin, certaines fortifications furent conçues pour pouvoir accueillir l'artillerie suisse et française.
À la suite de la découverte de ces documents, la position du général Guisan, alors commandant en chef de l'armée suisse, fut affaiblie autant à l'extérieur qu'à l'intérieur du pays. En effet, dès qu'ils furent aux mains des Allemands, les documents en question furent rapidement expédiés à Berlin. Pour Hitler, cet accord pouvait servir de prétexte pour durcir son attitude vis-à-vis de la Suisse. D'ailleurs, Otto Köcher, ambassadeur allemand à Berne, considérait que Guisan et les officiers qui lui étaient proches devaient être éloignés de l'armée. En Suisse, certains officiers supérieurs, dont le commandant de corps Ulrich Wille, tentèrent d'utiliser cette affaire pour évincer Guisan. Wille, qui était chef de l'instruction, fut finalement démis de ses fonctions en 1942.
Les accords entre les armées suisse et française furent rendus publics dans les années 1960.